# Makijaż

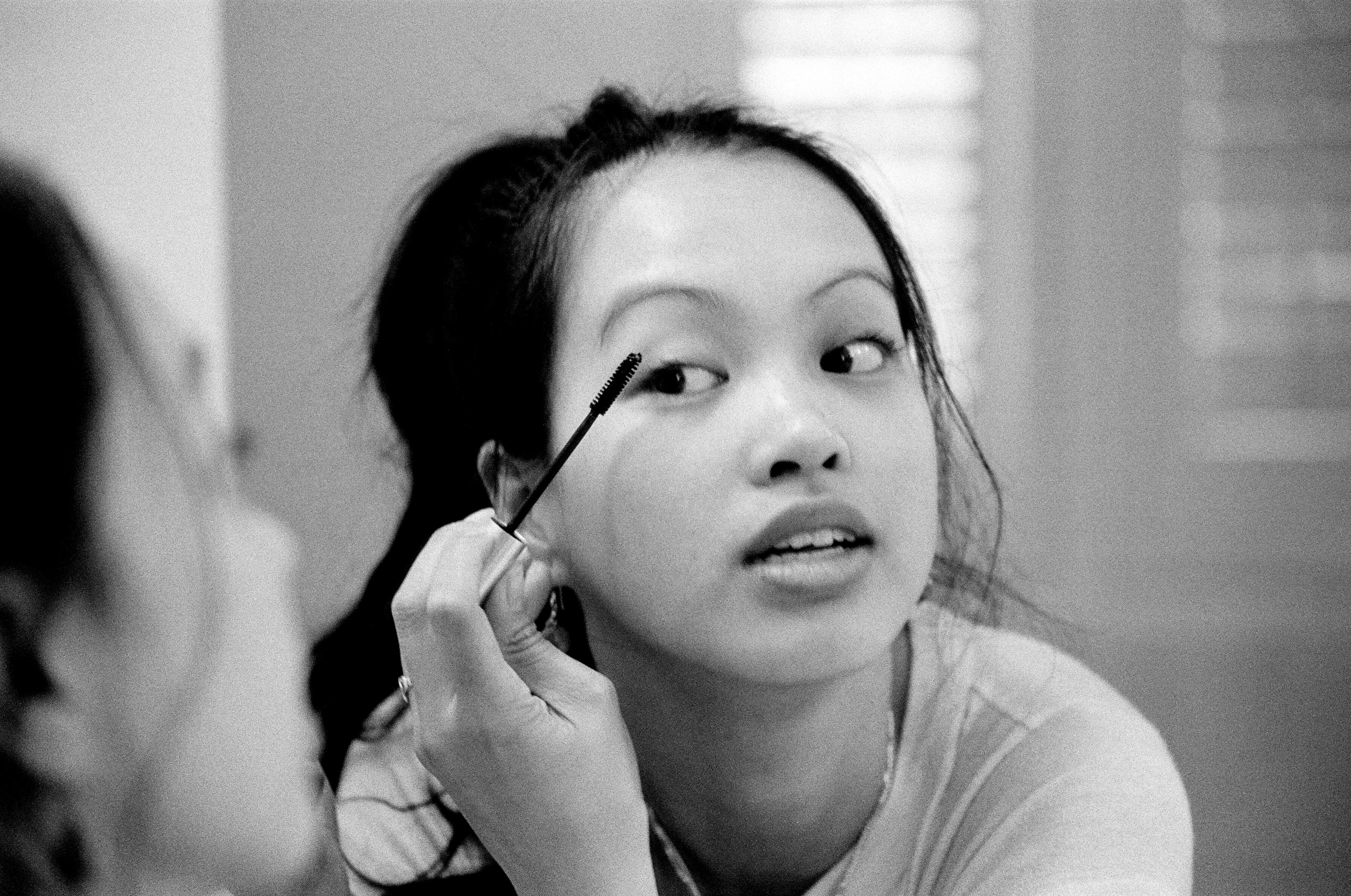
Wykonywanie makijażu oczu

Makijaż (fr. maquiller: fałszować, szminkować) znany również jako ang. make-up – kosmetyki upiększające nałożone na skórę (szczególnie twarzy). Termin ten może oznaczać również samo nakładanie kosmetyków.
Słowem makijaż oznacza się zarówno preparaty, efekt, jak i czynności polegające na kosmetycznym upiększaniu twarzy poprzez malowanie, nakładanie szminki czy pudrowanie. Makijaż pomaga wyeksponować urodę, podkreślić jej subtelność, zamaskować niedoskonałości cery. W pewnym stopniu, w określonych warunkach, także wyraża osobowość. Dzięki jego rozmaitym technikom można upozorować twarz na idealną i zdrową. Pożądanym efektem makijażu jest jak najdoskonalsze zbliżenie wyglądu do aktualnie obowiązującego kanonu piękna i urody.
Makijaż powinien mieć charakter tymczasowy i być regularnie zmywany. Niezmywanie makijażu szkodzi skórze, co może objawiać się wypryskami, a nawet przyspieszyć procesy starzenia skóry.

## Historia
Makijaż na przełomie wieków stale się zmieniał, dostosowując się do obowiązujących kanonów piękna. Malowali się zarówno mężczyźni, jak i kobiety, a sztuka ta uznana została za jedną z najstarszych na świecie. Sztuka malowania ciała znana była już człowiekowi pierwotnemu, stosowana jest do dziś przez plemiona i ludy całego świata jako część obrządków rytualnych. Wywodzi się z niej również współczesny bodypainting oraz tatuaż.
W starożytnym Egipcie kobiety malowały powieki barwnikiem ze sproszkowanych minerałów, używały ponadto szminki, pudru, różu do policzków, czernidła do rzęs, farb do włosów i lakierów do paznokci (zachowane dzieła sztuki z tamtego okresu ukazują szeroki asortyment przyborów kosmetycznych stosowanych podczas toalety).
Starożytna Grecja wprowadzając sztukę teatralną korzystała z możliwości poprawienia rysów twarzy aktorów grających w amfiteatrach. Wojownicy malowali twarze w tzw. barwy wojenne.
Wiadomości z dziedziny najdawniejszej wschodniej kosmetyki są bardzo skąpe, często bowiem należały do wiedzy tajemnej, pilnie strzeżonej przez kapłanów. Na przykład w starożytnej Japonii makijaż był bardzo zaawansowaną sztuką, ale o bliższe szczegóły trudno. Do naszych czasów dotarły tylko informacje, że malowanie się Japonek, szczególnie gejsz, przypominało niemal charakteryzację, a japońskie łaźnie są starsze od słynnych łaźni rzymskich o wiele stuleci.
Szczególny okres nasilenia stosowania makijażu w rejonie Europy przypada na okres baroku i klasycyzmu, kiedy to Wersal wyznaczał kanony mody europejskiej, a we Francji lekarze zakazywali mycia się, sądząc, że sprzyja ono szerzeniu się chorób. Mężczyźni i kobiety nierzadko ograniczali wtedy poranną toaletę do nakładania grubych warstw pudru, stylizując się na aktorów starożytnej Grecji.
Obecnie z makijażem kojarzy się głównie kobiety i modelki, jak również członków subkultur – przede wszystkim punkowej, gotyckiej oraz blackmetalowej (dla tej ostatniej jako tzw. corpse paint). Powrót tego typu makijażu zainspirował m.in. rockowy zespół Kiss, którego członkowie występowali w latach 70. i 80. z całkowicie zamalowanymi twarzami.

## Psychologia
Makijaż może nieść znaczenie psychologiczne. Ludzie, którzy przesadnie podkreślają swoją urodę mogą mieć uraz związany z poczuciem niedostatecznej atrakcyjności (zobacz: kompensacja). Sposób używania makijażu może także ujawniać samoocenę (osoby o niskiej samoocenie bądź to zupełnie nie używają makijażu, bądź go nadużywają). Należy tu jednak uważać na interpretację, bowiem samo używanie lub nieużywanie makijażu nie jest podstawą rzetelnej diagnozy.
Zaburzenia tożsamości objawiać się mogą skłonnością do częstej i diametralnej zmiany wyglądu (np. powtarzające się operacje plastyczne, bardzo częsta zmiana koloru włosów itp.). Nie jest jednak prawdziwa zależność odwrotna: zmiana wyglądu nie musi być związana z zaburzeniem poczucia tożsamości.
W europejskiej kulturze kobiety malują często usta i oczy. Malowanie ust jest związane z powszechnym (nieprawdziwym) przekonaniem, że kobieta o pełnych ustach jest namiętna, zaś usta wąskie świadczą o oziębłości. Usta są także symbolem waginalnym i w związku z tym ich podkreślanie może być sygnałem seksualnym. Malowanie oczu związane jest z tym, że w kanonie kobiecej urody oczy odgrywają ważną rolę – im wydają się większe, tym bardziej atrakcyjne. Jedna z teorii mówi, że jest to związane z tym, iż kobieta z dużymi oczami wydaje się młoda (oczy dzieci są większe w stosunku do całej twarzy niż oczy dorosłych). Duże oczy mogą także sprawiać wrażenie niewinności, czyli wierności. Współczesny kanon kształtu oka to migdał.
Malowanie policzków, pudrowanie itp. związane jest z dążeniem do sprawienia wrażenia młodego wyglądu. Zdrowa skóra jest we wszystkich kulturach kojarzona z atrakcyjnością fizyczną (zarówno mężczyzn, jak i kobiet) i jest to cecha niezmienna ze względu na epokę. Prawdopodobnie kojarzona jest ze zdrowiem. W europejskim kręgu kulturowym wszelkie cechy wyglądu związane z młodością podnoszą atrakcyjność kobiety (np. sprężysty chód, błyszczące oczy, wigor itp.). Makijaż ma za zadanie podkreślenie cech związanych z młodością (a więc atrakcyjnością fizyczną).
Makijaż stosowany przez kobiety najczęściej ma na celu wzbudzić poczucie bycia atrakcyjną, nie tylko dla siebie, ale również otoczenia. Wyniki badań z 2018 roku pokazały, że ponad połowa ankietowanych nie miałaby problemu z wyjściem bez makijażu do sklepu czy pracy. Co ciekawe, proporcje te zmieniają się wśród odpowiedzi na pytanie dotyczące wyjścia bez makijażu na spotkanie rodzinne lub ze znajomymi. Większość kobiet nie chciałaby znaleźć się w takich okolicznościach nieumalowana, ponieważ sytuacja ta wiązałaby się ze złym samopoczuciem, wstydem z powodu własnego wyglądu oraz obawą przed negatywną opinią innych na swój temat.